# 絕不絕
絕不絕是新加坡歌手林俊杰的单曲，也是游戏《无畏契约》中国大陆地区上线一周年献礼曲。该曲由张怀秋作词，林俊杰作曲并制作，于2024年7月20日發行。

## 背景及发行
2024年7月6日至7日，林俊杰「JJ20世界巡回演唱会」在兰州奥体中心玫瑰体育场举办，无预警首唱了一段新歌，而且透露了这首歌其实早在年初就把其Rap段落预埋在跨年表演和演唱会里了。同样7月6日当晚，无畏契约官方微博发布歌手剪影海报，预告其一周年活动歌曲合作歌手，评论区纷纷猜测该歌手为林俊杰，而歌曲正是林俊杰在演唱会首唱之新歌。7月11日，无畏契约微博正式官宣，林俊杰成为其一周年活动合作歌手，并预告歌曲将于7月20日发行。7月20日，歌曲MV于无畏契约周年庆典现场首播，音源及MV并同步上架于中国大陆音乐平台，7月21日，在全球正式发行。

## 创作
〈絕不絕〉是林俊杰将其多年的音乐洞察和游戏玩家视角融合，结合说唱、摇滚、电音等多种风格，创作出的充满动感和鼓舞人心的音乐。歌词则由同样是资深游戏爱好者的张怀秋创作，生动描绘了一个《无畏契约》玩家从新手到老鸟的成长历程，体现了坚持信念、勇敢面对挑战并最终成为英雄的精神。

## 现场演出
除了此前在巡演兰州站的惊喜首唱新歌片段外，2024年8月3日至4日，林俊杰「JJ20世界巡回演唱会」在郑州奥林匹克体育中心体育场举办，现场带来了完整演出，并于8月11日推出现场版视频。而后〈絕不絕〉加入巡演常驻歌单，在后续举办的「JJ20世界巡回演唱会」及「JJ20 FINAL LAP世界巡回演唱会」场次中均有演唱。

## 榜单

### 周榜
| 榜單 (2024)                  | 最高排名 |
| ---------------------------- | -------- |
| 亚洲（亚洲流行音乐榜）       | 1        |
| 新加坡（YES 933醉心龙虎榜）  | 1        |
| 马来西亚（MY20大咖音乐榜）   | 2        |
| 中国大陆（腾讯音乐由你榜）   | 29       |
| 中国大陆（QQ音乐台湾地区榜） | 1        |
| 中国大陆（QQ音乐游戏音乐榜） | 1        |

## 人员
資料來自〈絕不絕〉音樂錄影帶於YouTube的页面。
- 林俊傑 – 配唱製作、和聲編寫、和聲、錄音師、後期母帶處理製作人
- 黃冠龍 – 製作協力、吉他、錄音師
- 周信廷 – 製作協力
- 蔡凱昇 – 製作協力
- ROOM 3218 北京金茂威斯汀酒店（北京） – 錄音室
- ALEX.D Studio（台北） – 錄音室
- mixHaus（洛杉磯） – 混音室
- Richard Furch（英语：Richard Furch） – 混音師
- Bernie Grundman Mastering（洛杉磯） – 後期母帶處理錄音室
- Mike Bozzi – 後期母帶處理錄音師

## 发行历史
| 地区     | 日期          | 格式              | 厂牌            |
| -------- | ------------- | ----------------- | --------------- |
| 中国大陆 | 2024年7月20日 | 數位下載 串流媒體 | JFJ Productions |
| 全球     | 2024年7月21日 | 數位下載 串流媒體 | JFJ Productions |